# Birger Borgström
Axel Teofilius Birger Borgström, född 13 oktober 1890 i Gävle, död 11 augusti 1964 i Södertälje, var en svensk arkitekt.

## Biografi
Borgströms fader Axel Ferdinand, var tapetserarmästare i Gävle. Birger, som gick under smeknamnet Codde, var yngst i syskonskaran bestående av bröderna Hugo Borgström och Josef Borgström, vilka båda kom att verka som konstnärer.
Efter stuudenten från läroverket i Gävle studerade Borgström vid Kungliga Tekniska högskolan i Stockholm åren 1911–1916 och därefter vid Kungliga Konsthögskolan fram till 1918. Han hade anställningar hos Erik Lallerstedt och Ivar Tengbom såväl som Ragnar Östberg under bygget av Stockholms stadshus innan han 1924 startade egen verksamhet i Stockholm. Från 1925 var han tjänstgörande arkitekt utom stat vid Byggnadsstyrelsen. Han blev stadsarkitekt i Södertälje stad och Nyköpings stad 1937, men lämnade dessa tjänster i mitten av 1940-talet. Han ritade också möbler, som t. ex. för Bygge och bo-utställningen i Äppelviken, Bromma, sommaren 1927.
Birger Borgström är begravd på Gamla kyrkogården i Gävle. Han var far till arkitekterna Per Borgström och Hans Borgström och textilkonstnären Ann Engstrand.

## Byggnadsverk i urval
- Göta Lejon biograf (1928), Götgatspalatset i kv. Vägaren, Götgatan 53-57, Södermalm, Stockholm (1926-1928)
- Gumshornsgatan 3-17, 6-26, Östermalm, Stockholm (1930-1931).[7]
- Norr Mälarstrand 52, Kungsholmen, Stockholm (1930-1932)
- Råsunda fotbollsstadion, Solna (med Sven Ivar Lind) (1937) Officiell invigning i maj 1937.
- Västerledskyrkan, Bromma (1931-1932) .[8]
- Västerbron, Stockholm (med David Dahl och Paul Hedqvist) (1931-1935)[9][10]
- "Forsen 14", funkisvilla, Farsta Strand (1932-1941)[11]
- Stureskolan, Hedemora (1934–1935)
- "Galleriet" vid Nedre Manilla, Stockholm, invigd 1961
- Stora Uttervik, Trosa, större tillbyggnader, vardagsrum, matsal, bibliotek och gästhus på uppdrag av Tor Bonnier 1955-61
- "Parterren 2", funkisvilla Molinvägen 3 i Södra Ängby (1937).
- Brandstation, Södertälje (1942)

## Galleri

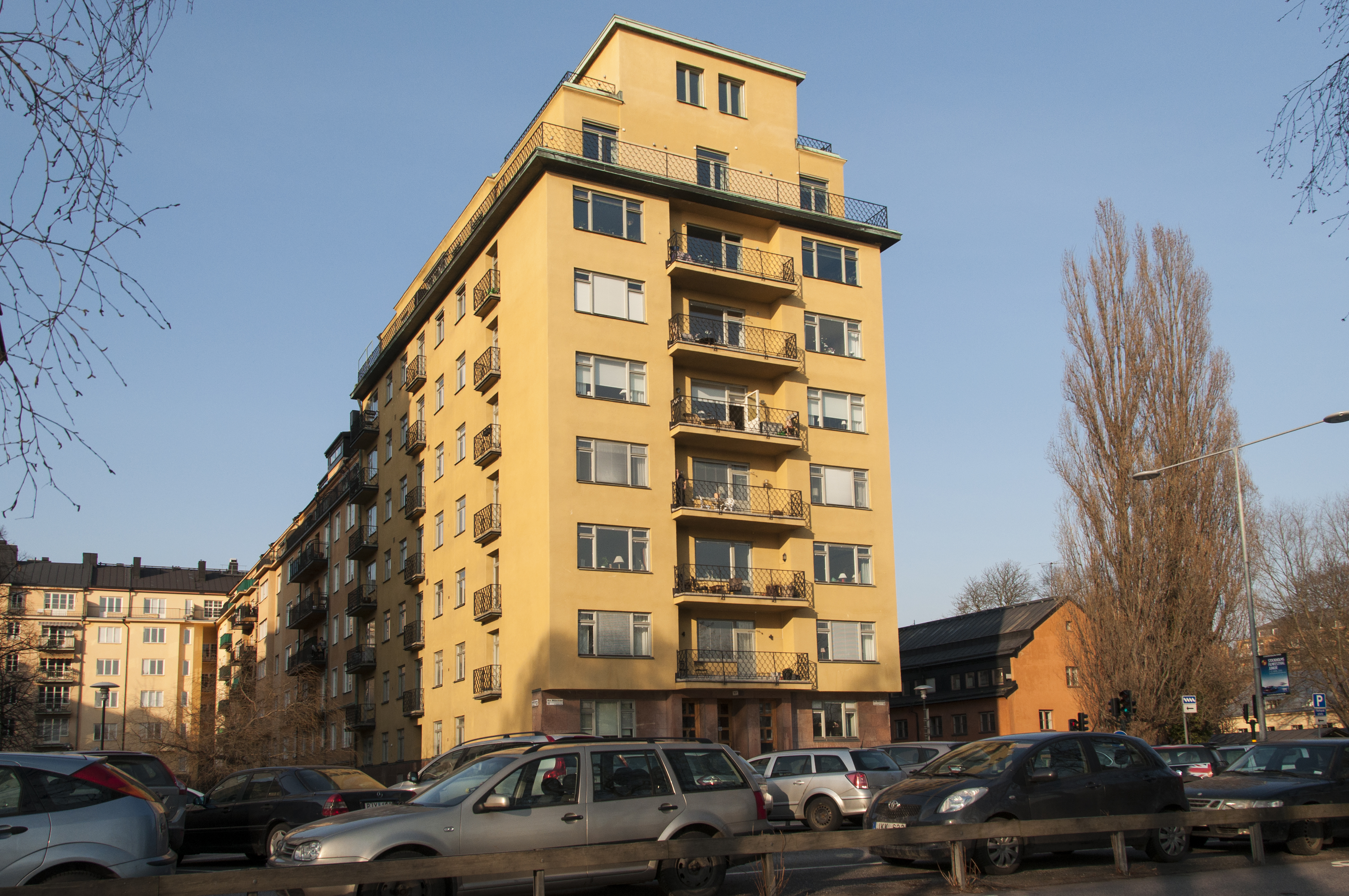
Norr Mälarstrand 52, 1931
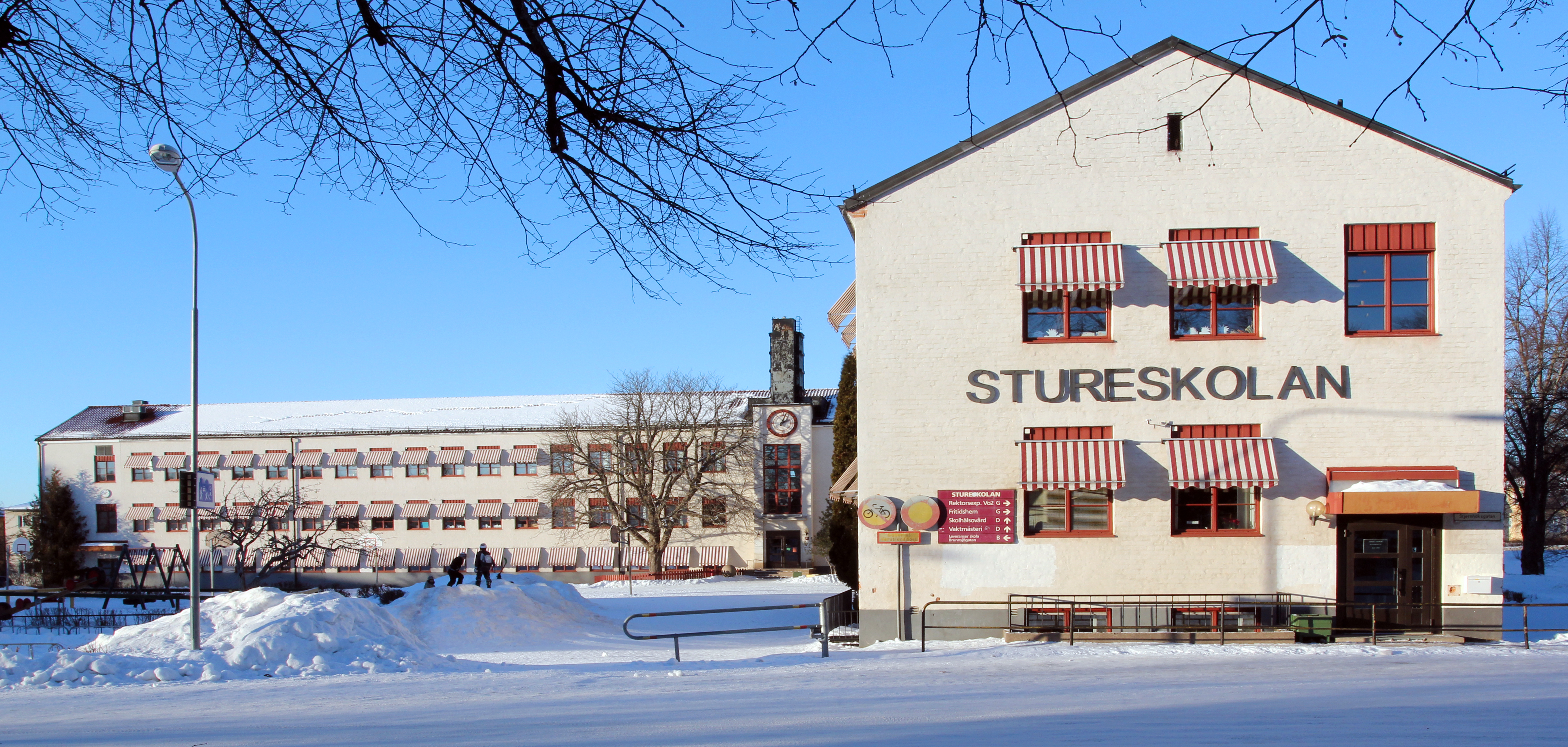
Stureskolan i Hedemora.
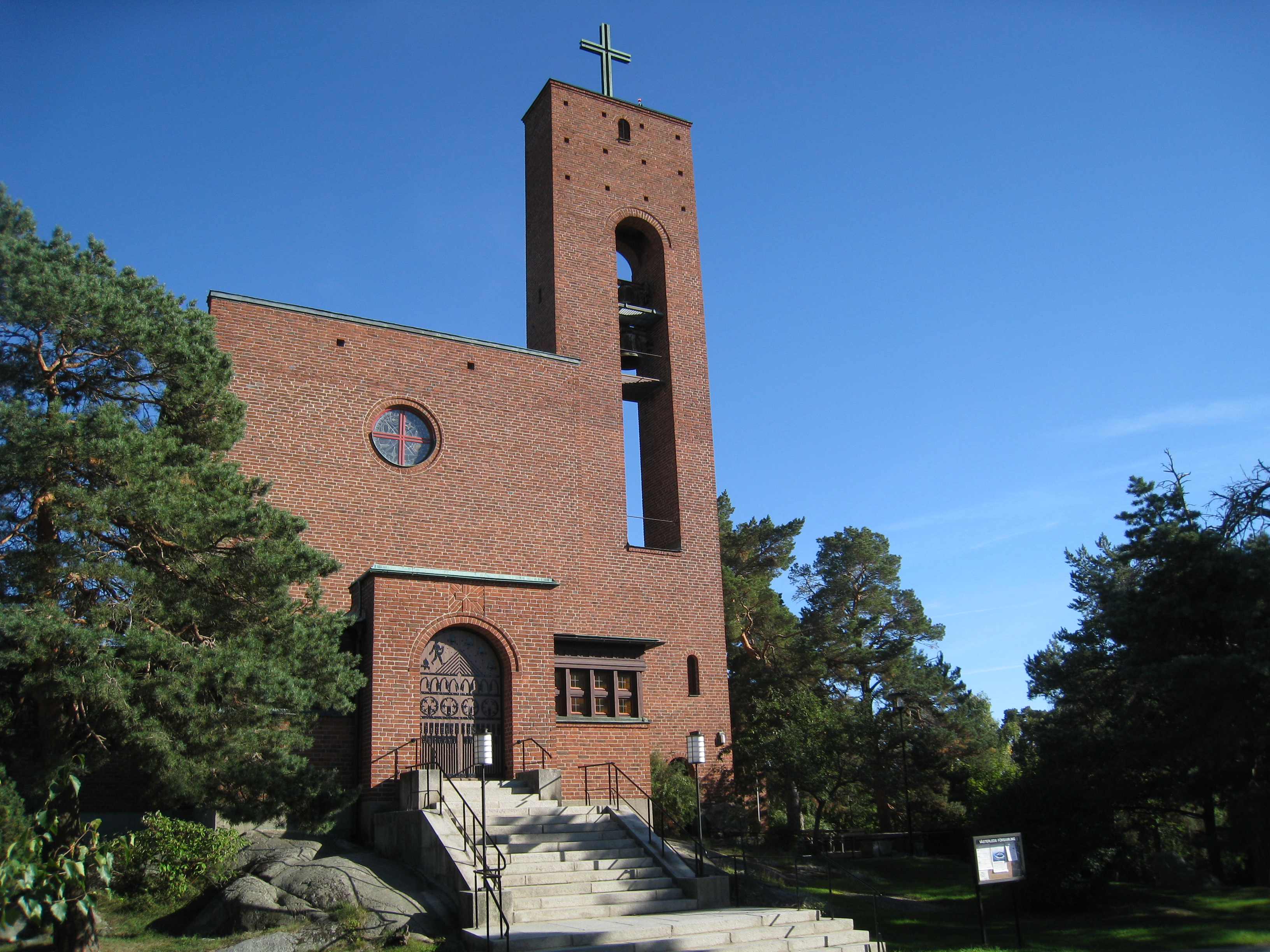
Västerledskyrkan i Äppelviken i Bromma invigdes 1932.
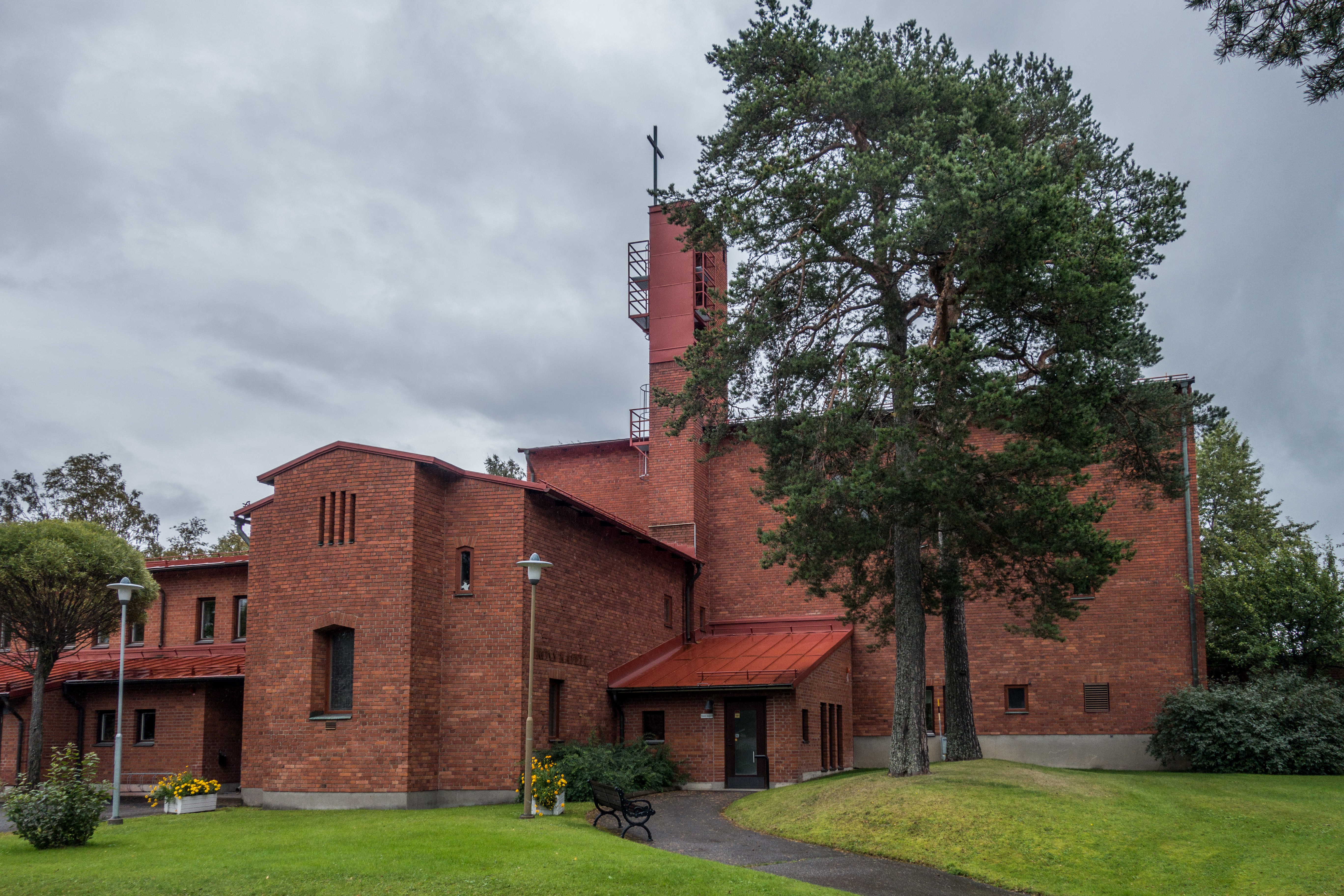
Östersunds kapellkrematorium

## Övrigt
Birger Borgström ritade varumärket för Björnkläder som användes första gången 1920. Det visar en röd björn som sliter i ett blått tygstycke. Borgström var gift med Anna Maria Bellander som var dotter till Björnkläders grundare Johan Filip Bellander.